# Menhire von High Park
 Die Menhire von High Park (auch Highpark irisch Ard an Ghoirt) stehen im Townland Highpark, bei Caherconlish (irisch Cathair Chinn Lis) im Südosten von Limerick im County Limerick in Irland. Ein gleichnamiger Menhir steht bei Campbeltown in Schottland.

## High Park 1
Der Platz auf dem Gipfel des Knockfleming wird im National Monument Inventory als möglicher Steinkreis und auf den OS-Karten als Menhir (englisch Standing stone) geführt. Der Stein ist 2,7 m hoch, gut 2,4 m breit und 0,9 m dick. Er scheint eine Nordost-Südwest-Orientierung zu haben, verjüngt sich an der Spitze und hat vor allem auf seiner Südseite eine Konzentration von Eisenerz.

## High Park 2
100 Meter östlich von High Park 1, der aber aufgrund der Höhe der Heckenreihe nicht zu sehen ist, steht 20 m von der Straße Highpark entfernt der auch Legaun oder Liagan Stone genannte Menhir in der Nähe zweier weiterer. Es ist etwa 2,5 m hoch und nur an der eingetieften Spitze der Südseite mit Moos bedeckt, da der Rest vom Vieh abgerieben wurde.

## High Park 3
In Sichtweite von High Park 2 steht in einem angrenzenden Feld zu High Park 4 dieser schlanke Menhir. Er steht 1,1 m hoch, 0,24 m breit und 0,20 m dick und hat eine andere Form als die Steine 1 und 2.

## High Park 4
In Sichtweite von High Park 2 steht in einem angrenzenden Feld zu High Park 3 der dreieckige dünne Menhir. Es ist 1,1 m hoch und breit und nur 0,3 m tief. Es scheint eine Verbindung zwischen den in Sichtweite zueinander stehenden Steinen zu geben.